# Kathleen Kennedy
Kathleen Kennedy (Berkeley, 5 giugno 1953) è una produttrice cinematografica statunitense.
È cofondatrice e comproprietaria, insieme a suo marito Frank Marshall, di Kennedy/Marshall Company, casa di produzione fondata nel 1991 sotto contratto con la Universal Pictures; inoltre, con Marshall e Steven Spielberg, è cofondatrice della casa di produzione Amblin.
Dal 2008 Kennedy è la produttrice che vanta maggior successo al botteghino, con un incasso globale stimato oltre i 15 miliardi di dollari. Nel 2012 subentra a George Lucas come presidente della LucasFilm.

## Biografia
Nata a Berkeley da Donald, avvocato, e Dione Marie Dousseau, ex attrice di teatro, Kathleen Kennedy ha una sorella gemella, Connie, già location manager e anch'ella produttrice esecutiva, e una più giovane, Dana, giornalista e presentatrice televisiva e capo ufficio stampa dell'allora governatore dello stato di Washington Gary Locke.
Ha prodotto o co-prodotto film come E.T., la tetralogia di Indiana Jones, la trilogia di Ritorno al futuro, I Goonies, Il colore viola, Schindler's List, Chi ha incastrato Roger Rabbit, L'impero del sole, Poltergeist, Il sesto senso, La neve cade sui cedri e Crossing Over. Marshall e Kennedy sono stati annunciati dal produttore dello Studio Ghibli Toshio Suzuki come produttori della versione americana del nuovo lavoro d'animazione dello Studio, Ponyo sulla scogliera.
Il 2 giugno 2012 Kathleen Kennedy è stata nominata co-direttrice generale della Lucasfilm. George Lucas rimarrà amministratore delegato della compagnia e sarà co-direttore generale in vista però di un passaggio di consegne definitive, che si sono concretizzate il 30 ottobre 2012, con l'acquisizione da parte della Disney della Lucasfilm. Le è stato assegnato l'Oscar alla memoria Irving G. Thalberg alla cerimonia dei Premi Oscar 2019.

## Filmografia parziale

### Cinema

#### Produttrice
- E.T. l'extra-terrestre (E.T. the Extra-Terrestrial), regia di Steven Spielberg (1982)
- Il gioco del bussolotto, episodio di Ai confini della realtà (Twilight Zone: The Movie), regia di Steven Spielberg (1983)
- Il colore viola (The Color Purple), regia di Steven Spielberg (1985)
- L'impero del sole (Empire of the Sun), regia di Steven Spielberg (1987)
- Hook - Capitan Uncino (Hook), regia di Steven Spielberg (1991)
- Jurassic Park, regia di Steven Spielberg (1993)
- La chiave magica (The Indian in the Cupboard), regia di Frank Oz (1995)
- I ponti di Madison County (The Bridges of Madison County), regia di Clint Eastwood (1995)
- La neve cade sui cedri (Snow Falling on Cedars), regia di Scott Hicks (1999)
- The Sixth Sense - Il sesto senso (The Sixth Sense), regia di M. Night Shyamalan (1999)
- Jurassic Park III, regia di Joe Johnston (2001)
- A.I. - Intelligenza artificiale (A.I. Artificial Intelligence), regia di Steven Spielberg (2001)
- Seabiscuit - Un mito senza tempo (Seabiscuit), regia di Gary Ross (2003)
- La guerra dei mondi (War of the Worlds), regia di Steven Spielberg (2005)
- Munich, regia di Steven Spielberg (2005)
- Il curioso caso di Benjamin Button (The Curious Case of Benjamin Button), regia di David Fincher (2008)
- Le avventure di Tintin - Il segreto dell'Unicorno (The Adventures of Tintin), regia di Steven Spielberg (2011)
- War Horse, regia di Steven Spielberg (2011)
- Lincoln, regia di Steven Spielberg (2012)
- Star Wars - Il risveglio della Forza (Star Wars: The Force Awakens), regia di J. J. Abrams (2015)
- Rogue One: A Star Wars Story, regia di Gareth Edwards (2016)
- Star Wars - Gli ultimi Jedi (Star Wars: The Last Jedi), regia di Rian Johnson (2017)
- Solo: A Star Wars Story, regia di Ron Howard (2018)
- Star Wars - L'ascesa di Skywalker (Star Wars: The Rise of Skywalker), regia di J. J. Abrams (2019)
- Indiana Jones e il quadrante del destino (Indiana Jones and the Dial of Destiny), regia di James Mangold (2023)

#### Produttrice esecutiva
- Ritorno al futuro (Back to the Future), regia di Robert Zemeckis (1985)
- I Goonies (The Goonies) regia di Richard Donner (1985)
- Fandango, regia di Kevin Reynolds (1985)
- Fievel sbarca in America (An American Tail), regia di Don Bluth (1986)
- Chi ha incastrato Roger Rabbit (Who Framed Roger Rabbit), regia di Robert Zemeckis (1988)
- Ritorno al futuro - Parte II (Back to the Future - Part II), regia di Robert Zemeckis (1989)
- Ritorno al futuro - Parte III (Back to the Future - Part III), regia di Robert Zemeckis (1990)
- Schindler's List - La lista di Schindler (Schindler's List), regia di Steven Spielberg (1993)
- Il mondo perduto - Jurassic Park (The Lost World: Jurassic Park), regia di Steven Spielberg (1997)
- Indiana Jones e il regno del teschio di cristallo (Indiana Jones and the Kingdom of the Crystal Skull), regia di Steven Spielberg (2008)
- Il GGG - Il grande gigante gentile (The BFG), regia di Steven Spielberg (2016)

### Televisione

#### Produttrice esecutiva
- Obi-Wan Kenobi – miniserie TV, 6 puntate (2022)
- Willow - serie TV, 8 episodi (2022)
- Star Wars: Skeleton Crew – serie TV (2024)